# 1118 w polityce
Wydarzenia polityczne w 1118 roku.

## Wydarzenia
- Bunt palatyna Skarbimira, którego Bolesław III Krzywousty kazał oślepić[1]
- Warmund został patriarchą Jerozolimy[2].

## Zmarli
- Aleksy I Komnen, cesarz bizantyjski[3].
- Arnulf z Chocques, patriarcha Jerozolimy[2][4].
- Paschalis II, papież[5].